# Чемпионат России по боксу 2018
Чемпионат России по боксу 2018 года прошёл в Якутске 12-21 октября.

## Медалисты
| Весовая категория | Золото                                               | Серебро                                             | Бронза                                                                        |
| ----------------- | ---------------------------------------------------- | --------------------------------------------------- | ----------------------------------------------------------------------------- |
| до 49 кг          | Василий Егоров Московская область, Якутия            | Батор Сагалуев Бурятия, Хабаровский край            | Артыш Соян Новосибирская область Эдмонд Худоян Челябинская область            |
| до 52 кг          | Тамир Галанов Московская область, Бурятия            | Расул Салиев Дагестан                               | Вадим Кудряков Крым Иван Абрамов Башкортостан                                 |
| до 56 кг          | Бахтовар Назиров ХМАО                                | Шахриёр Ахмедов Новосибирская область               | Эдуард Абзалимов Челябинская область Алексей Москвин Ульяновская область      |
| до 60 кг          | Альберт Батыргазиев ХМАО                             | Габил Мамедов Оренбургская область                  | Фёдор Степанов Санкт-Петербург Джамал Бадрутдинов Санкт-Петербург             |
| до 64 кг          | Алексей Мазур Санкт-Петербург                        | Павел Фёдоров Тульская область, Ивановская область  | Константин Богомазов Пермский край Иван Козловский Новосибирская область      |
| до 69 кг          | Андрей Замковой Московская область, Хабаровский край | Харитон Агрба Ростовская область                    | Вадим Мусаев Дагестан Шахабас Махмудов Дагестан                               |
| до 75 кг          | Глеб Бакши Крым                                      | Владимир Мирончиков Москва                          | Владислав Савостьянов Москва Максим Коптяков Севастополь                      |
| до 81 кг          | Георгий Кушиташвили Московская область               | Имам Хатаев Чечня                                   | Даниэль Лутай Тульская область Павел Силягин Новосибирская область            |
| до 91 кг          | Муслим Гаджимагомедов Дагестан                       | Садам Магомедов Владимирская область, Дагестан      | Магомедмурад Арсланбеков Дагестан Иван Сагайдак Рязанская область             |
| свыше 91 кг       | Иван Верясов Санкт-Петербург                         | Сергей Егоров Псковская область, Московская область | Максим Бабанин Ростовская область Магомед Омаров Московская область, Дагестан |